# 施雨
施雨（1500年—1571年），字潤之，號文峯，南直隸蘇州府常熟縣人，明朝政治人物。

## 生平
本姓桑，处州府通判桑瑾之从曾孙。嘉靖七年（1528年）戊子科應天府鄉試第一百三十名舉人，嘉靖十一年（1532年）壬辰科會試第二百七十名，廷試二甲第五十一名進士，禮部觀政，授刑部主事，日夜讀律書析其意義。以事謫濮州同知，升府同知，遷南京刑部员外郎，歷陞郎中，治獄無枉撓，晉廣東按察司僉事，乞歸卒，年七十二。

## 家族
曾祖施𤣱，祖施榮，父施倫，號夢雪，本姓桑，倩于施，为會元施顯之孫婿，遂襲施姓，以子貴贈刑部主事；母繆氏。具庆下。弟施霓。